# Stevenia simplicissima
Stevenia simplicissima är en tvåvingeart som först beskrevs av Friedrich Hermann Loew 1847.  Stevenia simplicissima ingår i släktet Stevenia och familjen gråsuggeflugor.
Artens utbredningsområde är Polen. Inga underarter finns listade i Catalogue of Life.